# Dự án Phả hệ Toán học
Dự án Phả hệ Toán học (Mathematics Genealogy Project) là một cơ sở dữ liệu nền tảng web dành cho mối liên hệ giữa các thế hệ các nhà toán học. Đến tháng 10 năm 2015, nó chứa thông tin của hơn 191.000 nhà khoa học toán học có những đóng góp liên quan tới nghiên cứu toán học. Đối với một nhà toán học điển hình, danh mục dữ liệu của dữ án bao gồm các năm tốt nghiệp, alma mater, người hướng dẫn luận án tiến sĩ và các sinh viên làm luận án tiến sĩ mà họ hướng dẫn.